# Шюкацу (планування кінця життя)
Шюкацу (яп. 終活 (しゅうかつ), кириліз.: Шю:ка́цу, досл. «планування кінця життя») — японський термін, що описує соціальне явище в Японії, яке являє собою комплекс підготовчих заходів до власної старості та смерті з метою убезпечення родини від поширених проблем, що виникають в процесі поховання.

## Походження та поширення терміну
Вважається, що термін «шюкацу» був введений журналом Asahi Weekly, а його автором був заступник головного редактора журналу Хірото Сасакі.
Перший цикл статей про шюкацу був опублікований в щотижневій газеті Asahi з серпня по грудень 2009 року. Поширенню цього терміну також сприяла поява так званих «книг з планування смерті».
У 2010 році термін «шюкацу» був номінований на премію «Нові слова та популярні фрази», а згодом ввійшов в десятку найкращих неологізмів на премії 2012 року.
У 2011 році вийшов фільм режисера Асамі Сунади «Завершальна нотатка», заснований на темі шюкацу. Це був перший японський документальний фільм, який зібрав касові збори у розмірі 100 мільйонів єн. У 2014 році була екранізована манґа Тошіфумі Косаки «Чудове планування смерті».

## Створення організацій та кваліфікацій з питань шюкацу
У 2011 році було створено Асоціацію консультантів з питань шюкацу, що призвело до виникнення таких спеціалістів як консультант, радник та наставник з питань підготовки до смерті, і консультант та радник із питань щодо заповітів та спадщини.
У 2012 році на Хоккайдо було засновано Групу підтримки шюкацу (пізніше зареєстровану як загальнояпонську асоціацію), а через рік видавництво Sankei Shimbun Publications випустило перше періодичне видання, що спеціалізується на темі шюкацу. Впродовж 2014 року статті на цю тему публікували такі видання, як Bungeishunju, Chuokoron та Toyo Keizai Weekly. У 2022 році журнал похоронної індустрії Butsuji було перезапущено під назвою Monthly Shukatsu.

## Виникнення «індустрії смерті»
Окрім наявних індустрій з поховання, виготовлення пам'ятників та догляду за людьми похилого віку, на ринок один за одним вийшли трастові банки та компанії-гаранти, що призвело до виникнення так званої «індустрії смерті». У 2011 році Управління індустрії послуг Міністерства економіки, торгівлі та промисловості опублікувало «Звіт дослідницької групи з підвищення обізнаності громадськості щодо створення безпечного та надійного завершення життя», у якому повідомлялося про галузі, що займаються управлінням активами, спадщиною та заповітами. За даними Дослідницького інституту Яно, очікується, що ринок послуг, пов'язаних з підготовкою до смерті, досягне приблизно 5 трильйонів єн до 2025 року.
З грудня 2015 року в Токіо щороку проводиться виставка Ending Industry (Індустрія кінця життя).

## Проблеми, пов'язані з шюкацу та реакція японської влади
Через низьку обізнаність населення стосовно шюкацу місцеві органи влади, ради соціального забезпечення та центри комплексної підтримки громад розповсюджують пам'ятки про підготовку до смерті та проводять семінари на відповідну тему. Так, місто Йокосука в префектурі Канаґава реалізує «Проєкт реєстрації та передачі інформації про шюкацу», який дозволяє громадянам без родичів повідомляти про місцеперебування їхніх заповітів та могил для подальшої підтримки посмертно.
Інформаційне перевантаження, з яким стикаються люди, що готуються до смерті, призвело до появи шахраїв, які намагаються шляхом обману позбавити їх активів. До їхнього числа належать: компанії-гаранти, які тиском змушують підписувати контракти на посмертне обслуговування; постачальники ритуальних послуг, які рекламують «похорони за 180 000 єн», але насправді стягують 2,5 мільйона єн з родини померлого; підприємства, які спонукають людей закривати свої могили задля позбавлення родини фінансового тягаря, а потім направляють їх до власних осуаріїв, поховань на деревах або розвіюють попіл в океані. Також існують фінансові агенти та агенти з нерухомості, які обіцяють життя в орендованій нерухомості навіть після продажу власного житла; постачальники послуг з поховань направляють людей до своїх афілійованих постачальників; некомерційні організації, які називають помешкання людей «негативними активами», щоб викликати занепокоєння та заохотити їх заповісти їм свої активи.
Національний центр у справах споживачів Японії застерігає людей остерігатися подібних компаній.

## Причини поширення шюкацу
Причинами, що сприяють поширенню шюкацу, вважаються:
- старіння населення через прогрес у медицині та низьку народжуваність;
- зниження народжуваності через зростання витрат на навчання;
- скорочення населення сільських районів через урбанізацію;
- поширення нуклеарних сімей;
- зростання індивідуалізму, зокрема через покращення статусу жінки у суспільстві.[7]

## Процедура підготовки до смерті
Згідно з посібником з планування смерті, виданого під керівництвом члена Комітету з підготовки звіту METI Хонди Кейко, підготовка до смерті має включати наступні дії:
- Підготовка трьох договорів: «Угода про делегування управління майном», «Угода про добровільну опіку», «Декларація про гідну смерть» та заповіт. Щодо управління активами, існує також система сімейних трастів;
- Введення книги обліку домогосподарства для даних про пенсійні надходження та витрати, іпотечні виплати тощо;
- Впорядкування майна включно з сортуванням речей;
- Впорядкування цифрового майна на кшталт вмісту ПК або смартфона, облікових записів соціальних мереж, банків та криптоактивів, а також передача паролів та іншої необхідної інформації членам родини;
- Налагодження стосунків з оточенням, включно з підготовкою новорічних листівок;
- Ознайомлення з системою страхування та послугами довгострокового догляду, до яких належать пансіонати;
- Ознайомлення з нотаріально засвідченими документами та договорами про делегування справ після смерті;
- Підготовка нотаріально засвідченого заповіту та укладання договору про опікунство над дорослими або договору про делегування справ після смерті із судовим писарем, адвокатом або центром комплексної підтримки громади;
- Ознайомлення з інформацією стосовно поховання, виготовлення пам'ятників і ухвалення рішень щодо цих процедур.

## Критика
Явище шюкацу піддалося критиці з боку медичного науковця Такеші Йорої та буддійського мислителя Сачія Хіро, які вважають його зайвим, оскільки «неможливо нічого вдіяти з тим, що відбувається після смерті».
Youtube-блогер Нобуакі Сато, який спеціалізується на похоронній тематиці, також розкритикував цю ідею, заявивши
Усі, хто говорить про „планування смерті“, роблять це з міркувань вигоди. Спробуйте запитати їх: „Чи готові ви надати підтримку, навіть якщо не заробите на цьому грошей?“. Таких людей не існує. Вони роблять це, бо думають, що можуть заробляти гроші на чужих активах у суспільстві, яке старішає.— [пост із соцмережі Х]